# Amir Baram

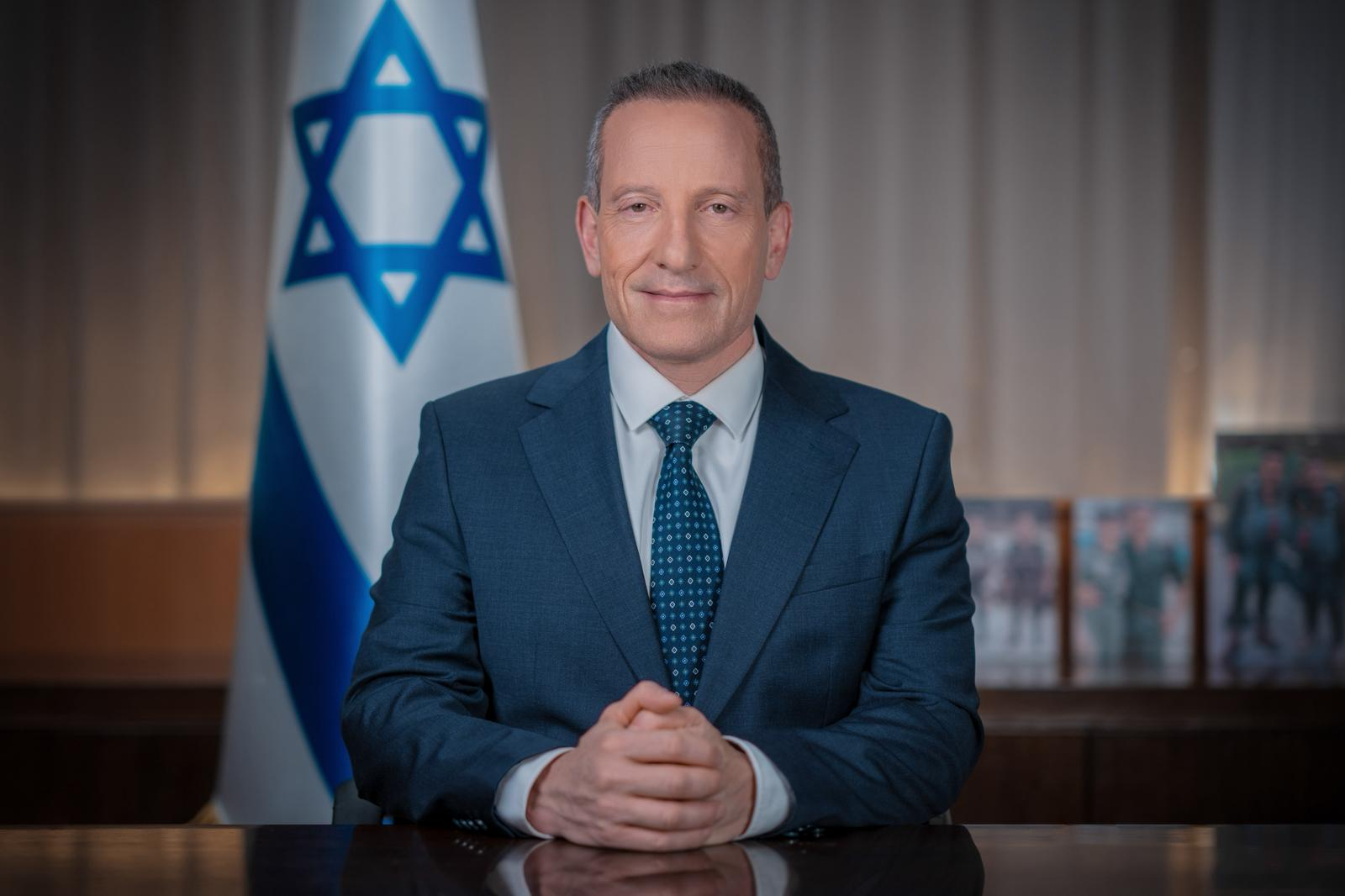
Amir Baram (2025)

Amir Baram (hebräisch אמיר ברעם; * 1969) ist ein Generalmajor (a. D.) und seit 24. März 2025 Generaldirektor und damit ranghöchster Beamter des israelischen Verteidigungsministeriums. Zuvor war Baram seit 2022 stellvertretender Generalstabschef der IDF und ab 2019 Kommandeur des IDF-Nordkommandos.

## Werdegang
Baram begann seine Militärkarriere 1988 bei der Fallschirmjäger-Brigade, wo er in verschiedenen Kommandopositionen diente, unter anderem als Kommandeur des Aufklärungsbataillons und des 890 „Efah“-Bataillons. 2004 übernahm er das Kommando über die Eliteeinheit Maglan und wurde 2006 Kommandeur der 442. Regionalbrigade „Samaria“, welche im besetzten Westjordanland operiert. Nachdem er 2010 das Kommando über die 551. Reserve-Fallschirmjägerbrigade übernommen hatte, erfolgte 2011 seine Ernennung zum Oberbefehlshaber der Fallschirmjäger-Brigade, wo er 1988 seine militärische Karriere begonnen hatte. 2013 wurde er Kommandeur der 98. Division, einer Eliteeinheit aus Verbänden von Fallschirmjägern und Kommandoeinheiten, wobei er vom Oberst zum Brigadegeneral befördert wurde. 2015 erhielt er die Leitung über die 91. Division, sowie 2017 die Führung über das IDF-Nordkorps und die Militärakademien, wofür er zum Generalmajor befördert wurde.
Am 17. Februar 2019 wurde er von Generalstabschef Aviv Kochavi zum Leiter des IDF-Nordkommandos ernannt, dem die Sicherung der Grenzen zum Libanon und Syrien obliegt. Er ersetzte in dieser Funktion Yoel Strick, der zum Oberbefehlshaber der IDF-Bodentruppen befördert wurde. Am 24. Oktober 2022 wurde er von Verteidigungsminister Benny Gantz zum stellvertretenden Stabschef der IDF ernannt und trat dieses Amt am 16. Januar 2023 an. Sein Vorgänger Herzi Halewi stieg zum Generalstabschef auf.
Am 19. Februar 2025 wurde er von Verteidigungsminister Israel Katz zum Generaldirektor und damit ranghöchsten Beamten des Verteidigungsministeriums ernannt und trat sein Amt am 24. März 2025 an.

## Sonstiges
Amir Baram ist Vater von drei Kindern. Er absolvierte die Militärakademie, die Hebrew Reali School in Haifa und das Royal College of Defence Studies (RCDS). Er besitzt einen Bachelor-Abschluss in Rechtswissenschaften von der Reichman University und einen Master-Abschluss in Internationalen Beziehungen vom King’s College London.